# Peeping Tom (Band)
 Peeping Tom veröffentlichte das erste gleichnamige Album am 30. Mai 2006 unter dem Label Ipecac Recordings, das vom Band-Leader Mike Patton gegründet wurde. Der Name der Band bzw. des Projektes, welcher auf Deutsch so viel wie „Spanner“ bedeutet, stammt vermutlich von Michael Powells gleichnamigem Film (deutsch Augen der Angst), in dem Karlheinz Böhm 1959 die Rolle des psychopathischen Frauenmörders Mark Lewis spielt. Peeping Tom wurde von Patton schon nach der Trennung von Faith No More angekündigt. Nachdem Patton die Projekte Fantômas und Tomahawk ins Leben rief und nebenbei in diversen anderen Projekten arbeitete, erschien erst 2006 das Album von Peeping Tom. Jedes Stück dieses Albums wurde zusammen mit einem oder mehreren Gastmusikern eingespielt, unter anderem mit Massive Attack, Imani Coppola und Norah Jones.

## Diskografie
- Peeping Tom (2006; Ipecac Recordings)